# Giberto III Sanvitale

Stemma Sanvitale

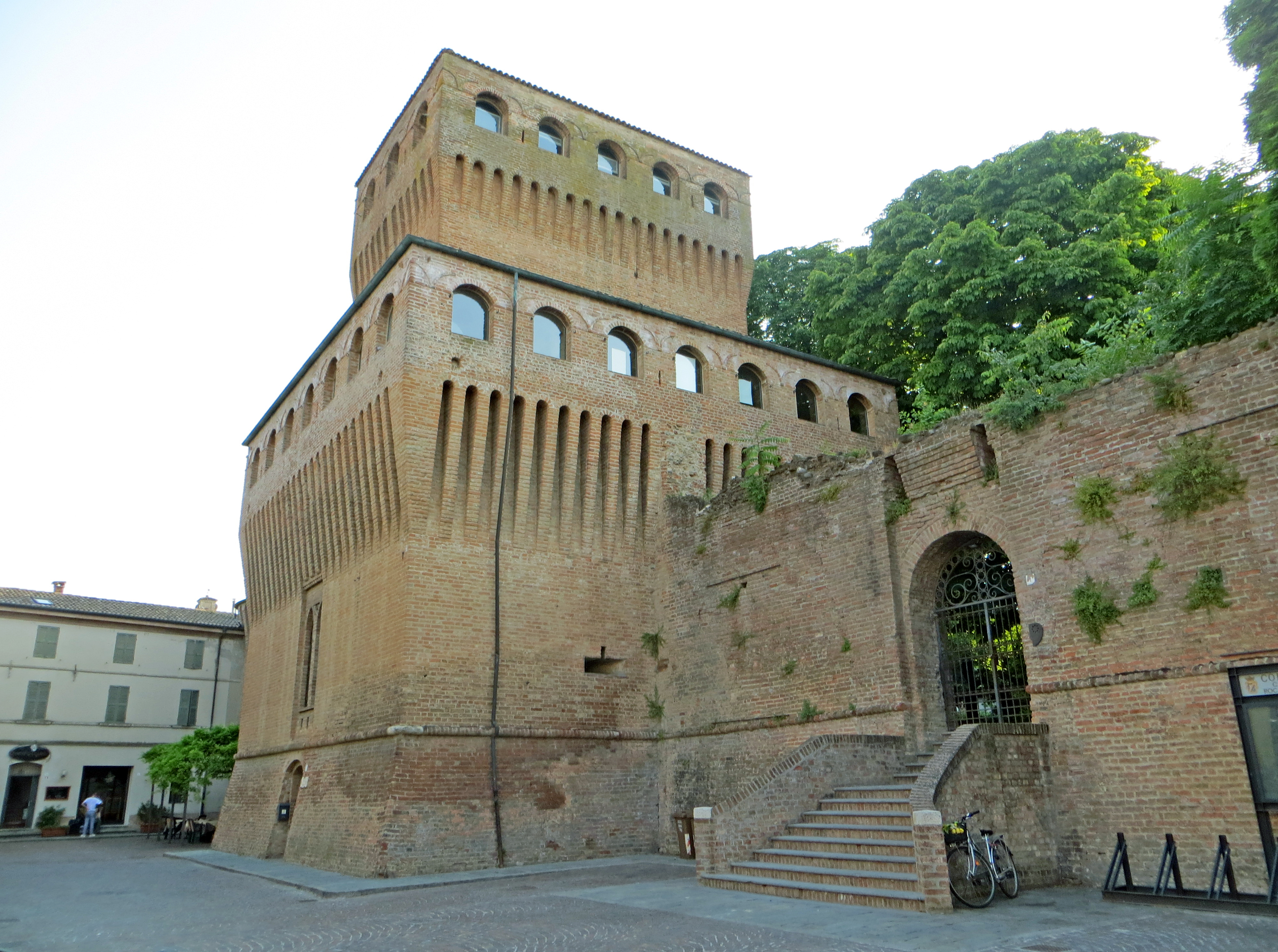
Rocca dei Sanvitale (Noceto)

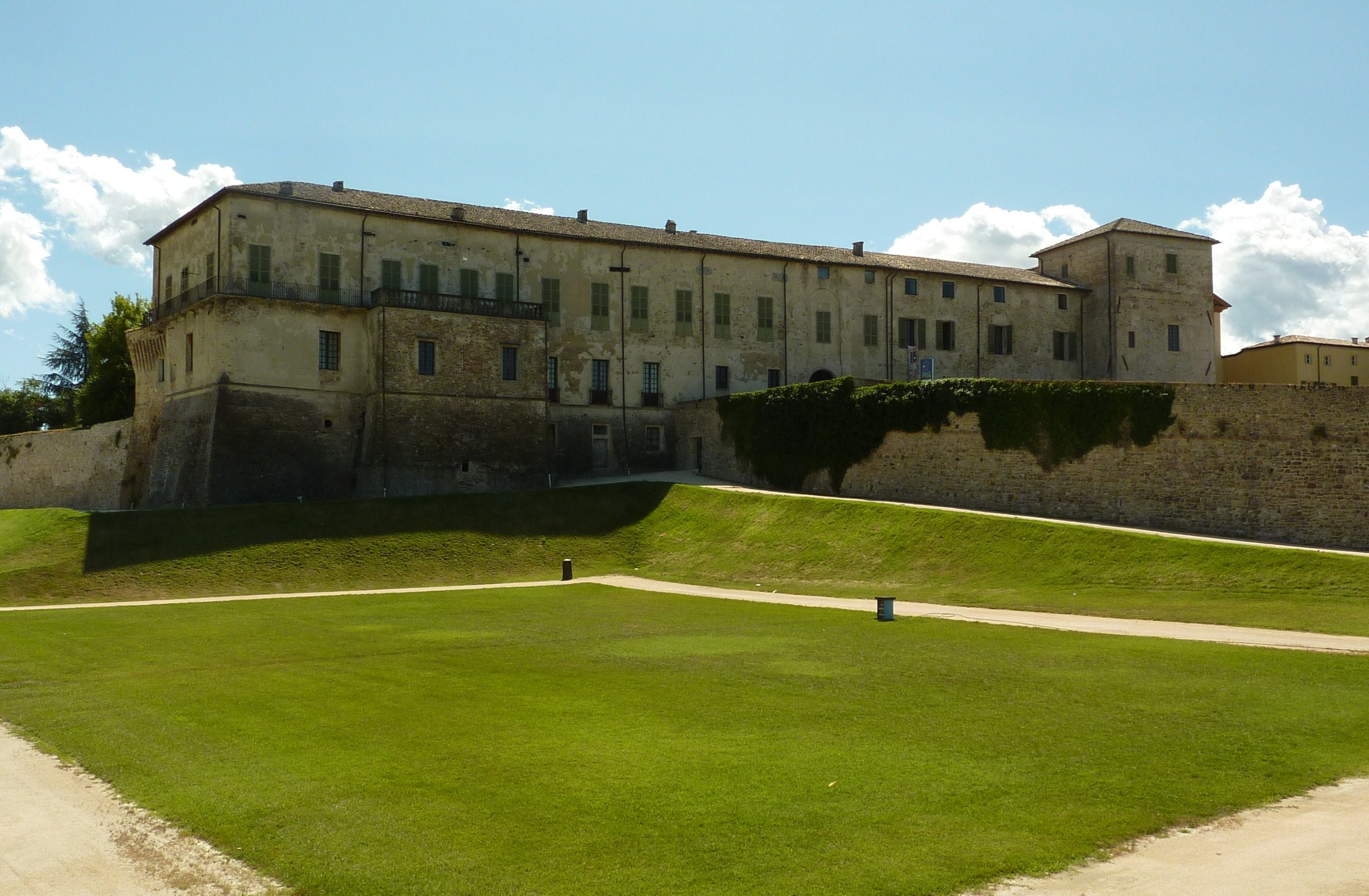
Sala Baganza, Rocca Sanvitale

Giberto III Sanvitale (Sala Baganza, ... – Sala Baganza, dopo il 1495) è stato un condottiero italiano, appartenente alla casata dei Sanvitale, primo conte di Sala e Signore di Belforte e Noceto.

## Biografia
Era figlio di Stefano Sanvitale e di Lodovica Pallavicino, ramo di Scipione.
Uomo d'armi, fu al servizio del duca di Milano Ludovico il Moro nella guerra contro i Rossi di Parma appoggiati dai veneziani. Sposò nel 1454 Donella de' Rossi nella speranza di una pacificazione tra le famiglie rivali. Nel 1477 ottenne dagli Sforza l'autorizzazione ad ampliare la rocca di Sala, eseguendo importanti opere difensive.
Nel 1482 ottenne dal Moro la restituzione della rocca di Noceto, anticamente posseduta dalla famiglia e tolta ai Sanvitale da Orlando Rossi, figlio naturale di Pier Maria II de' Rossi.
Nel 1495 partecipò all'assedio di Novara e per i suoi servizi ottenne dal duca di Milano l'investitura del feudo di Sala ed il titolo di primo conte.

## Discendenza
Giberto e Donella ebbero due figli:
- Niccolò Maria Quirico (?-1511), uomo d'armi al servizio di Venezia, 2º conte di Sala
- Bernardino (?-1495), uomo d'armi al servizio del Regno di Francia, perito nella battaglia di Fornovo